# Șendrești, Bacău
Șendrești este un sat în comuna Motoșeni din județul Bacău, Moldova, România. Satul a apărut în forma actuală în 1931, prin unificarea fostelor sate Șendrești-Răzeși și Șendreștii Statului.